# Kirriemuir
Pour le hameau canadien, voir Kirriemuir (Alberta).
Kirriemuir est une localité d'Écosse (ancien burgh créé par Jacques II) située dans le comté d' Angus.

## Démographie
Sa population au recensement de 2011 est de 6 085 habitants.

## Histoire
La ville était au XIXe siècle un important centre de production de jute. En 1860 il y avait 1 500 tisserands qui travaillaient dans la ville et 500 alentour.

## Personnalités liées
- Charles Melvin, militaire écossais y est mort en 1941.
- James Matthew Barrie, le créateur de Peter Pan y est né et y est enterré.
- Bon Scott, chanteur d'AC/DC est né le 9 juillet 1946 à Forfar mais il a vécu à Kirriemuir avec sa famille jusqu'en 1952 lorsque celle-ci partit vivre à Melbourne en Australie.
- Scott McKenna, défenseur écossais de football y est né en 1996.
- Ryan Kopel, acteur dans House of the Dragon y est né en 1997.